# Dorfkirche Klein Woltersdorf

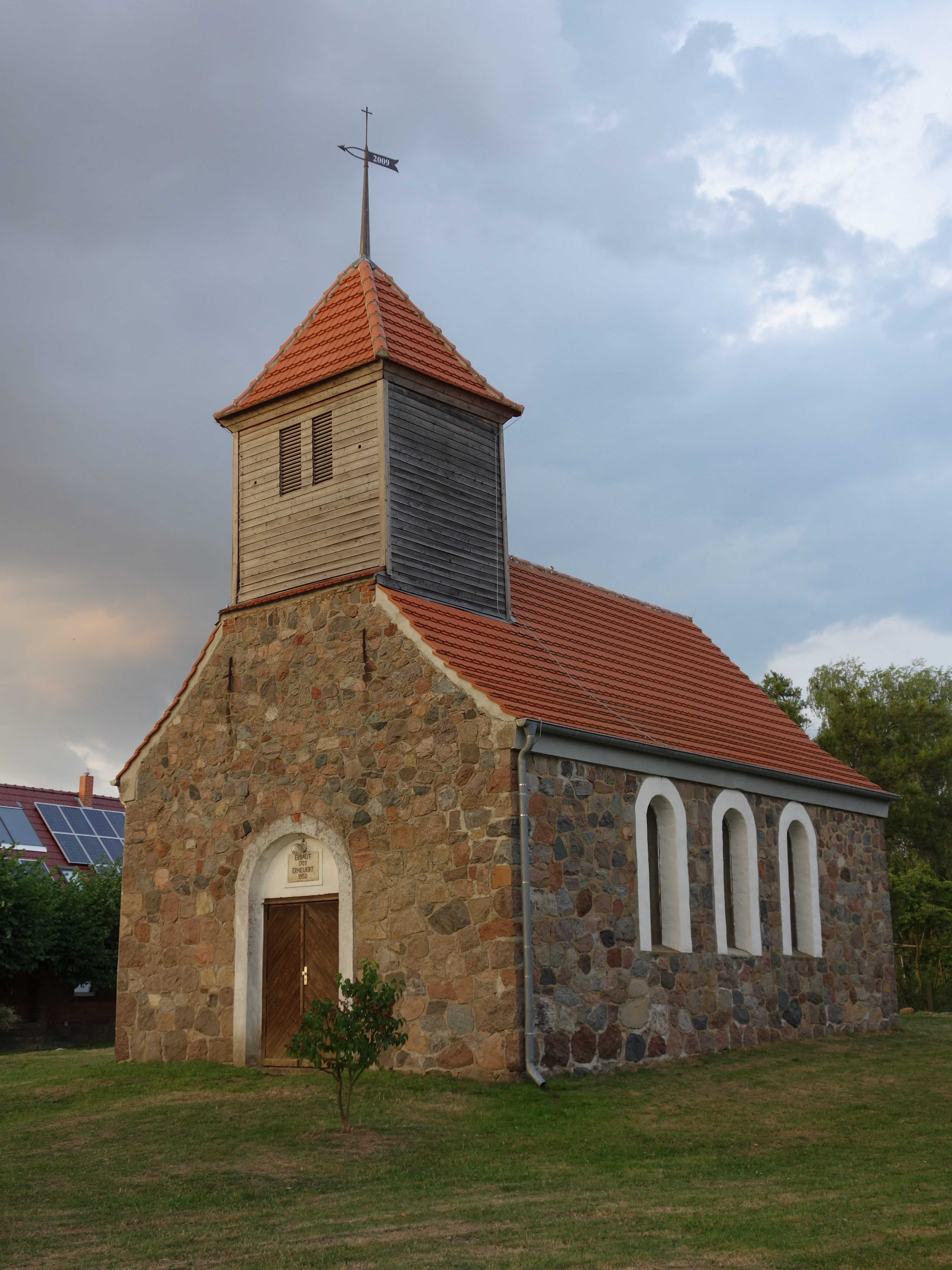
Dorfkirche Klein Woltersdorf

Die evangelische, denkmalgeschützte Dorfkirche Klein Woltersdorf steht in Klein Woltersdorf, einem Dorf im Ortsteil Groß Woltersdorf der Gemeinde Groß Pankow (Prignitz) im Landkreis Prignitz in Brandenburg. Die Kirche gehört zum Pfarrsprengel Lindenberg-Buchholz im Kirchenkreis Prignitz der Evangelischen Kirche Berlin-Brandenburg-schlesische Oberlausitz.

## Beschreibung
Die Feldsteinkirche wurde am Anfang des 18. Jahrhunderts gebaut. In der Mitte des 19. Jahrhunderts wurde dem Satteldach des Langhauses im Westen ein quadratischer, holzverkleideter Dachreiter aufgesetzt, der den Glockenstuhl beherbergt und mit einem Pyramidendach bedeckt wurde. 1952 fand eine Erneuerung des Bauwerks statt.
Zur Kirchenausstattung gehören in einem modernen Schrein angeordnete Teile eines Flügelaltars, in dessen Mittelfeld ein von einer Mandorla umgebenes Marienbildnis dargestellt ist. Auf den Flügeln sind Apostel und Heilige zu sehen.